# Cătălin Munteanu
Cătălin Constantin Munteanu (Bucarest, 26 gennaio 1979) è un allenatore di calcio ed ex calciatore rumeno, di ruolo centrocampista.

## Carriera

### Club
Durante la sua carriera ha giocato con varie squadre di club, tra cui anche l'Espanyol, in cui ha trascorso una stagione, e con cui conta 12 presenze ed un gol.
Ha chiuso la carriera nelle file del Viitorul nel 2015.

### Nazionale
Conta 17 presenze ed una rete con la nazionale rumena.

## Palmarès

### Club

#### Competizioni nazionali
- Campionato rumeno: 3

Steaua Bucarest: 1996-1997, 1997-1998
Dinamo Bucarest: 2006-2007
- Coppa di Romania: 2

Steaua Bucarest: 1996-1997
Dinamo Bucarest: 2011-2012
- Supercoppa di Romania: 1

Dinamo Bucarest: 2012